# Ескобар: Господар зла
Ескобар: Господар зла (шп. Escobar, el patrón del mal) колумбијска је телевизијска серија, продукцијске куће Caracol, снимана 2012.
У Србији је приказивана током 2013. на каналима Пинк и Пинк 2.

## Званични синопсис
Базирана на новинарским документима и сведочењима људи блиских Паблу Ескобару, серија говори о његовом животу. Прича почиње од њега као сина сеоског учитеља близу Медељина, преко крађа надгробних споменика и кријумчарења, па све до тренутка када је постао краљ дроге и један од најбогатијих људи на свету. Серија указује на многе делове приче: прва пошиљка кокаина, до сада непознати део криминалне каријере, па чак и однос са мајком и „пословним партнерима“.

## Главне улоге
| Глумац               | Улога                              |
| -------------------- | ---------------------------------- |
| Андрес Пара          | Пабло Ескобар                      |
| Маурисио Мехија      | Пабло Ескобар (у младости)         |
| Енџи Сепеда          | Рехина Парехо                      |
| Вики Ернандез        | Ермилда Гавирија                   |
| Линда Лусија Каљехос | Ермилда Гавирија (у младости)      |
| Сусана Торес         | Марија Химена Дузан                |
| Алдемар Кореа        | Фабио Очоа Васкез                  |
| Ернесто Бенхумеа     | Родриго Лара Бониља                |
| Николас Монтеро      | Луис Карлос Галан                  |
| Херман Кинтеро       | Гиљермо Родригез Гача              |
| Алехандро Мартинез   | Карлос Лехдер                      |
| Сесилија Навија      | Марија Викторија Енао              |
| Елијен Морено        | Марија Викторија Енао (у младости) |
| Хулио Пачон          | пуковник Хаиме Рамирез Гомез       |